# 藤井菜央
藤井 菜央（ふじい なお、2001年11月6日 - ）は、日本の歌手であり、吉本坂46のメンバーである。愛称は、なっつ〜。広島県出身。株式会社Showtitle所属。

## 略歴
2001年11月6日広島県東広島市生まれ
身長1510mm
アクターズスクール広島卒業生。
2016年9月14日フジテレビで放送された『No.1歌姫決定戦』にて、13の国と地域から951名の参加者の中からグランプリを獲得。
2018年8月20日吉本坂46メンバー発表お披露目会にて吉本坂46オーディション合格者として発表される。
吉本坂46ではグループ内ユニット『RED』の一員としても活動し、ファーストシングル『泣かせてくれよ』に収録されたREDの曲『君の唇を離さない』では榊原徹士と共にWセンターに選ばれた。

## 出演

### テレビ
- うますぎるアイドルは誰だ!?歌がうまいアイドル日本一決定戦（2014年、フジテレビ） Secret angelsの一員として出場。優勝[5]。
- No.1歌姫決定戦～第一回 夢のステージで歌えるコンテスト（2016年、フジテレビ） グランプリ[5]
- ポケTの坂道でおじんじょ（2019年7月20日 - 、テレビ新広島）MC

### 舞台
- まちゃあ企画「KAKERU[13]」プレ公演（2018年12月8日、神保町花月） - ヒロイン・ツバメ 役
- RAVE☆塾「QUEEN DOM〜文化女子の戦におけるかくも腹黒き百花繚乱戦国絵巻〜[14]」Bチーム（2021年6月24日 - 27日、築地本願寺ブディストホール） - 野木舞香 役[15]
- RAVE☆塾 vol.13「妖声セブンティーン」Bチーム（2024年1月25日 - 28日、築地本願寺ブディストホール）[16]

### 配信
- RAVE☆塾「璃色リベリオン」（2021年9月16日 - 19日、ZAIKO） - 羽田菜々美 役[17]